# Алектора
Алѐктора (на гръцки: Αλέκτορα) е село в Кипър, окръг Лимасол. Според статистическата служба на Република Кипър през 2001 г. селото има 78 жители.
Намира се на 6 км северно от Писури.